# 雍子
雍子（？—前528年），中国春秋时期楚国、晋国大夫。
雍子的伯父诬陷雍子，楚国国君和大夫不为他们去调解，雍子于是逃亡到晋国，晋国人封给他鄐地，让他作谋主。前573年，彭城之战，晋国军队、楚国军队在靡角之谷相遇。晋军将要逃走了，雍子对军队发布命令：“年纪老的和年纪小的都回去，孤儿和病人也都回去，兄弟两人都服役的回去一个。精选步兵，检阅车兵，喂饱马匹，士兵吃饱，军队摆开阵势，焚烧帐篷，明天将决战。”让该回去的都撤退，故意放走楚国俘虏，楚军夜晚崩溃。晋国降服了彭城，归还给宋国，将鱼石带回国。楚国失去东夷，子辛阵亡。后来蔡国声子分析楚才晋用的时候，提到了雍子。前528年，晋国的邢侯和雍子争夺鄐地的土田，很长时间也没有调解成功。士景伯去楚国，叔鱼代理他的职务。韩宣子命叔鱼判案，雍子把女儿嫁给叔鱼，叔鱼宣判邢侯有罪。邢侯发怒，在朝廷上杀了叔鱼和雍子。韩宣子询问叔向，叔向说：“雍子知道自己有罪，而用女儿作为贿赂来取得胜诉；叔鱼出卖法律，邢侯擅自杀人，三个人的罪状相同。杀了活着的人示众、暴露死者的尸体。”于是就杀了邢侯陈尸示众，把雍子和叔鱼的尸体在市上示众。《汉书·古今人表》将他定位九等下下。